# Jan van Dijk (futbolista)
Johannes ("Jan") Hermannus van Dijk (10 de desembre de 1956, Schalkhaar, Deventer, Overijssel) és un futbolista neerlandès retirat i entrenador. Actualment dirigeix el Chevremont a la lliga Hoofdklasse dels Països Baixos.

## Vida personal
Dos dels seus fills, Gregoor i Dominique, també juguen a futbol professional al Països Baixos. Està casat amb Ineke i té dos fills i dues filles.